# FilmAffinity
FilmAffinity (de l'anglès film, pel·lícula i affinity, afinitat: afinitat cinèfila) és una pàgina web dedicada al cinema creada el 2002 pel crític Pablo Kurt i el programador Daniel Nicolás. Actualment conta amb més de 800.000 usuaris registrats, més de 147.000.000 votacions i més de 740.000 crítiques, sent una de les bases de dades més importants en castellà tot i que també existeix una versió de la pàgina en anglès, més limitada.

## Història
FilmAffinity va ser creat a Madrid al maig de l’any 2002 pel crític de cinema Pablo Kurt Verdú Schumann i el programador Daniel Nicolás. Des del principi, la pàgina constava d’un sistema de recomanació de pel·lícules anomenat “Almas gemelas”, el qual marca a l’usuari registrat amb quins altres usuaris té més afinitat fílmica, segons les puntuacions que donen a les pel·lícules. Tres anys després, es va llançar la secció de crítiques, on els usuaris expressaven la seva opinió sobre pel·lícules, sèries, documentals, curtmetratges, etc.

## Característiques principals
- FilmAffinity és, sobretot, una extensa base de dades sobre cine on es troba la fitxa completa (tècnica i artística) d'una gran quantitat de pel·lícules, documentals i sèries de televisió.

- La puntuació que rep cada pel·lícula és resultat de la mitjana dels usuaris que l'han votat, els quals també poden publicar les seves crítiques. Aquestes són sotmeses a un procés de validació en relació amb la seva redacció, ortografia i per evitar estripades o llenguatge inapropiat, i poden ser votades pels usuaris que les consulten per tal de donar més importància a les que aporten informació més rellevant sobre les pel·lícules.

- Així mateix, cada usuari pot comparar les seves votacions amb les de la resta i trobar a les persones que tenen un gust més semblant al seu. Aquest tipus de coincidència és el que s'anomena ànimes bessones a la web. Una de les últimes novetats és la secció de correu, que permet mantenir una conversa tant amb les ànimes bessones com amb els amics que es tenen agregats.

- També es pot crear per part dels usuaris llistats de pel·lícules que reuneixen una determinada característica (millors pel·lícules d'acció, pitjors pel·lícules que s'han vist, etc.). I si una pel·lícula és agregada en una mateixa llista per diferents usuaris pot entrar a formar part del rànquing de llistats.

### Altres serveis
Altres serveis de la pàgina són la possibilitat de veure totes les estrenes de cine i videoclubs, tràilers, recaptació en els cinemes i diverses classificacions de les pel·lícules millor valorades pels usuaris. També existeix la possibilitat d'accedir a FilmAffinity a través del servei emoción de Movistar.
Una novetat que s'ha addicionat en les fitxes tècniques de les pel·lícules del web és l’apartat que recomana pel·lícules similars al film seleccionat. També conté l'enllaç a la pàgina en què s'hi exposen les cinquanta pel·lícules que presenten una certa relació genèrica, principalment, a partir de la jerarquia proporcionada per l’algoritme.

### Versió en altres idiomes
Existeix una versió de la pàgina en anglès, però més limitada que la castellana (per exemple, no permet a l'usuari la publicació de crítiques) i en el futur s'espera una versió en alemany.

## Top FilmAffinity
La pàgina web FilmAffinity inclou el Top FilmAffinity, una llista de les millors pel·lícules de la història, ordenades segons la seva puntuació a la web. Aquesta llista també pot incloure sèries de televisió i documentals. Aquestes són les 25 millors pel·lícules segons FilmAffinity:
| Ranking | Qualificació | Títol de la pel·lícula        | Director                        | Protagonista        | Any d'estrena |
| ------- | ------------ | ----------------------------- | ------------------------------- | ------------------- | ------------- |
| #1      | 9.0          | El Padrí                      | Francis Ford Coppola            | Marlon Brando       | 1972          |
| #2      | 8.9          | El Padrí II                   | Francis Ford Coppola            | Al Pacino           | 1974          |
| #3      | 8.7          | Dotze homes sense pietat      | Sidney Lumet                    | Henry Fonda         | 1957          |
| #4      | 8.6          | La llista de Schindler        | Steven Spielberg                | Liam Neeson         | 1993          |
| #5      | 8.6          | Testimoni de càrrec           | Billy Wilder                    | Tyrone Power        | 1957          |
| #6      | 8.6          | City Lights                   | Charles Chaplin                 | Charles Chaplin     | 1931          |
| #7      | 8.6          | Cadena perpètua               | Frank Darabont                  | Tim Robbins         | 1994          |
| #8      | 8.6          | Pulp Fiction                  | Quentin Tarantino               | John Travolta       | 1994          |
| #9      | 8.6          | The Great Dictator            | Charles Chaplin                 | Charles Chaplin     | 1940          |
| #10     | 8.6          | Modern Times                  | Charles Chaplin                 | Charles Chaplin     | 1936          |
| #11     | 8.6          | El cop                        | George Roy Hill                 | Paul Newman         | 1973          |
| #12     | 8.5          | Ser o no ser                  | Ernst Lubitsch                  | Carole Lombard      | 1942          |
| #13     | 8.5          | Harakiri                      | Masaki Kobayashi                | Tatsuya Nakadai     | 1962          |
| #14     | 8.5          | Sunset Boulevard              | Billy Wilder                    | William Holden      | 1950          |
| #15     | 8.5          | La vida és bella              | Roberto Benigni                 | Roberto Benigni     | 1997          |
| #16     | 8.5          | Tot sobre Eva                 | Joseph L. Mankiewicz            | Bette Davis         | 1950          |
| #17     | 8.4          | Camins de glòria              | Stanley Kubrick                 | Kirk Douglas        | 1957          |
| #18     | 8.4          | Shichinin no Samurai          | Akira Kurosawa                  | Toshirō Mifune      | 1954          |
| #19     | 8.4          | Double Indemnity              | Billy Wilder                    | Fred MacMurray      | 1944          |
| #20     | 8.4          | Sunrise: A Song of Two Humans | F. W. Murnau                    | George O'Brien      | 1927          |
| #21     | 8.4          | Tengoku to Jigoku             | Akira Kurosawa                  | Toshirō Mifune      | 1963          |
| #22     | 8.4          | L'apartament                  | Billy Wilder                    | Jack Lemmon         | 1960          |
| #23     | 8.4          | Cidade de Deus                | Kátia Lund i Fernando Meirelles | Alexandre Rodrigues | 2002          |
| #24     | 8.4          | The Kid                       | Charles Chaplin                 | Charles Chaplin     | 1921          |
| #25     | 8.4          | Le Trou                       | Jacques Becker                  | Philippe Leroy      | 1960          |